# آئودی ای۵

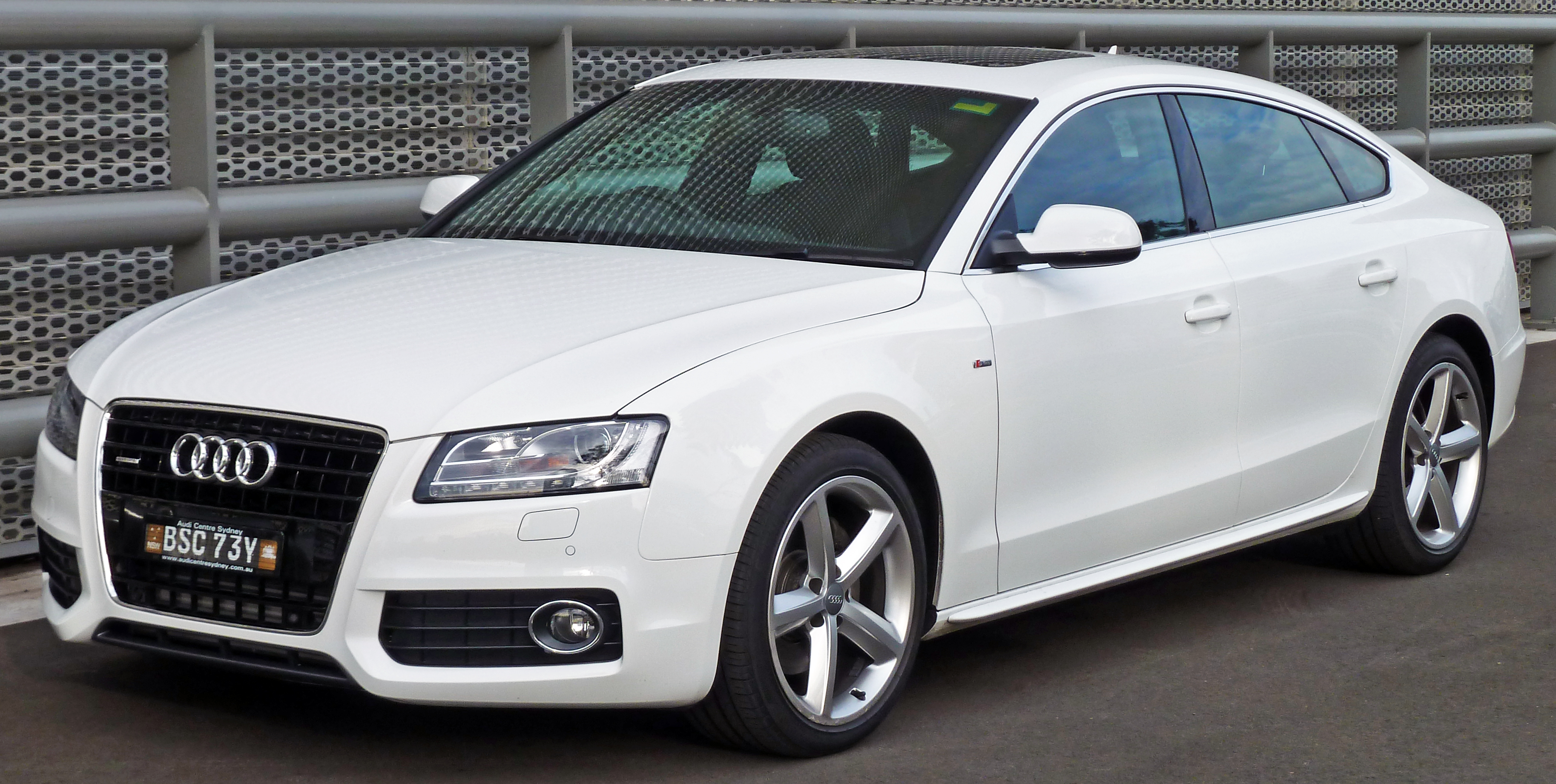

آئودی ای۵ (Audi A۵) خودرویی است که از سال ۲۰۰۷–اکنون در آلمان و مکزیک تولید شده‌است. طراحی آن موتور جلو، خودرو محور جلو و خودرو چهار چرخ محرک بوده است. سیستم جعبه‌دندهٔ آن ۸ دنده به صورت دستی است. این خودرو ورژن اسپرت خودروی آئودی ای۴ است که در بدنه‌های کوپه و کابریو عرضه می‌شود. این ایده آئودی بعداً توسط ب ام و (نسخه اسپرت بی ام دبلیو سری ۳ تحت نام ب ام و سری ۴)نیز مورد استفاده قرار گرفت

## نگارخانه

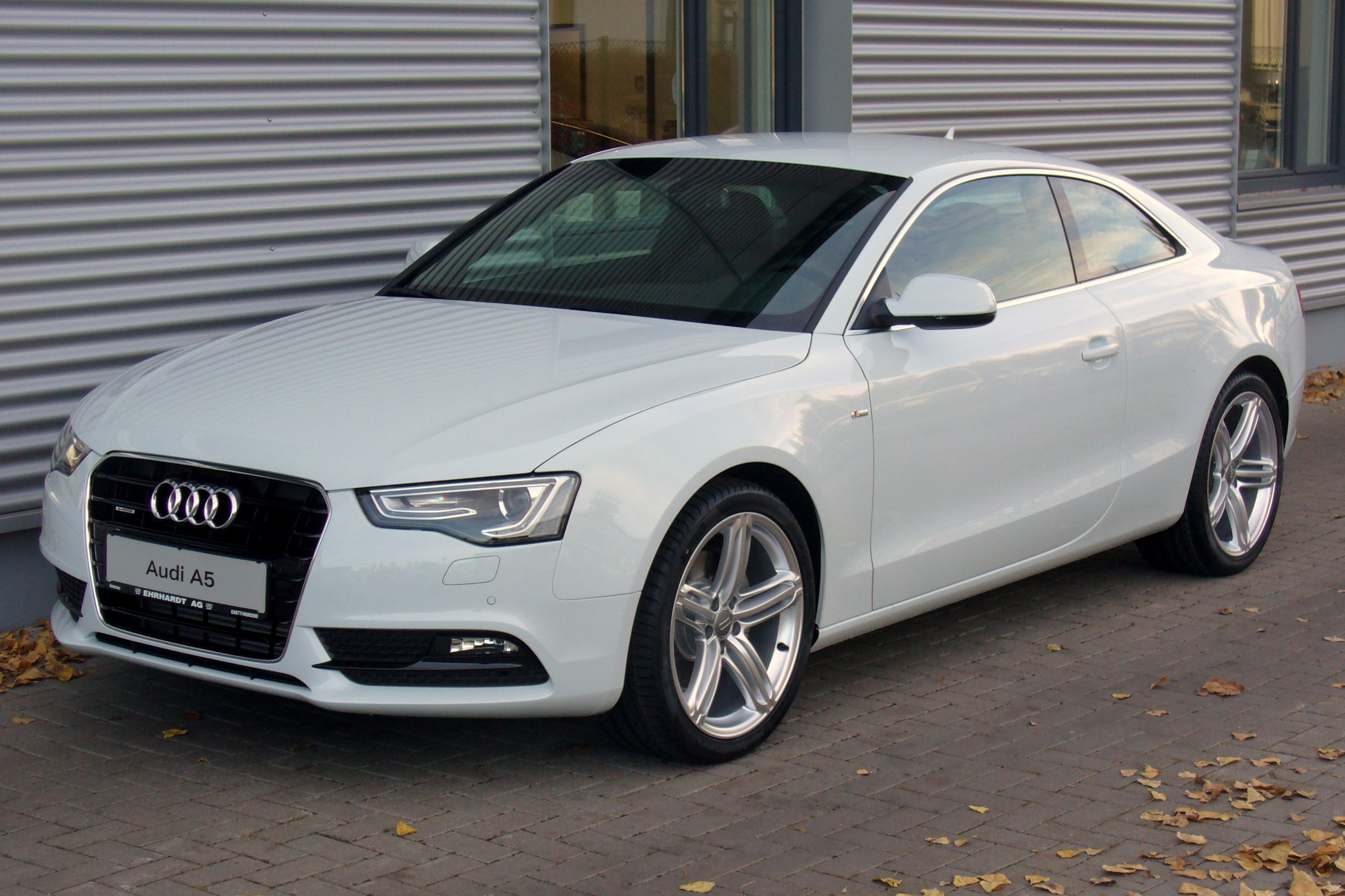
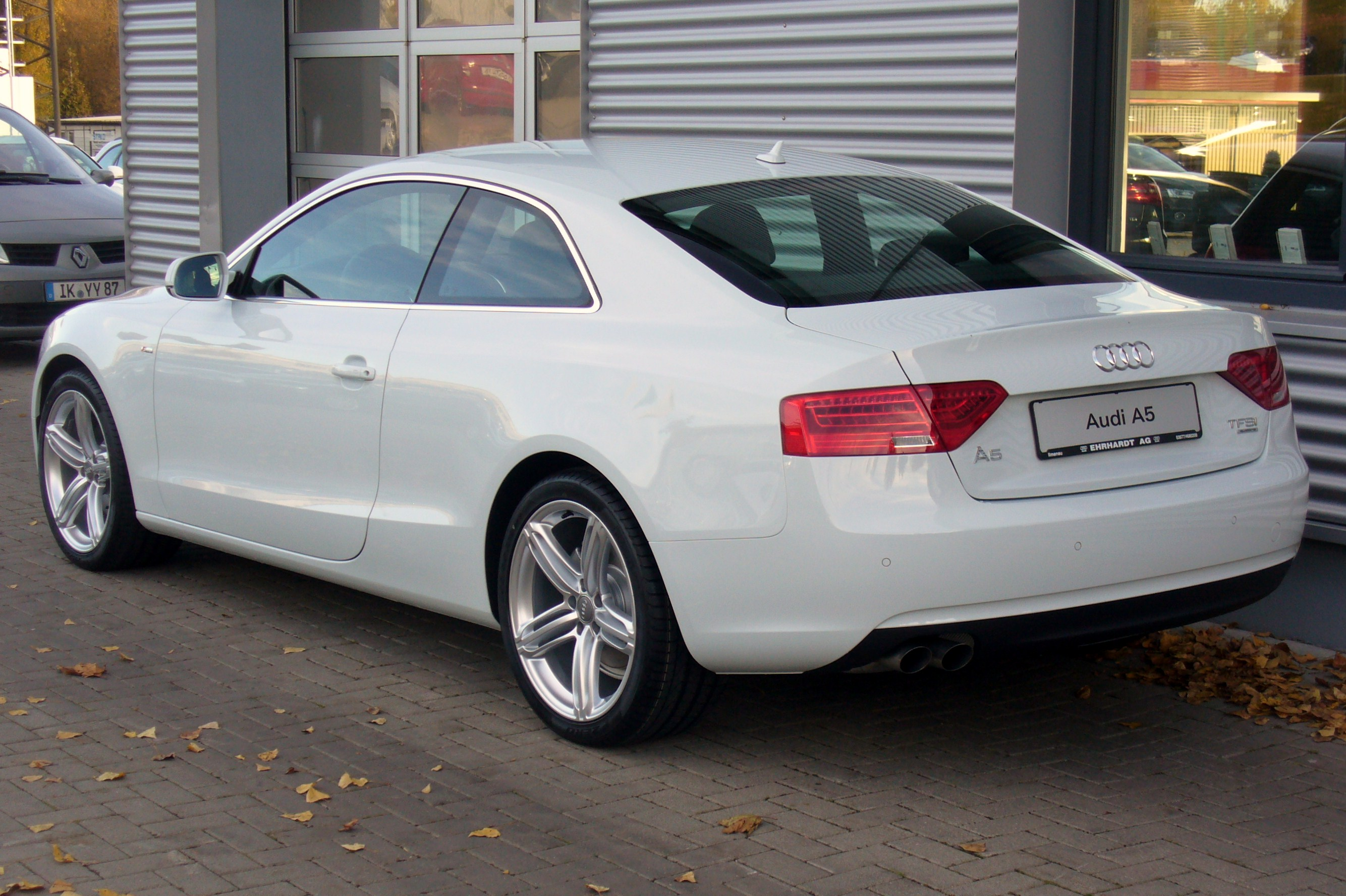
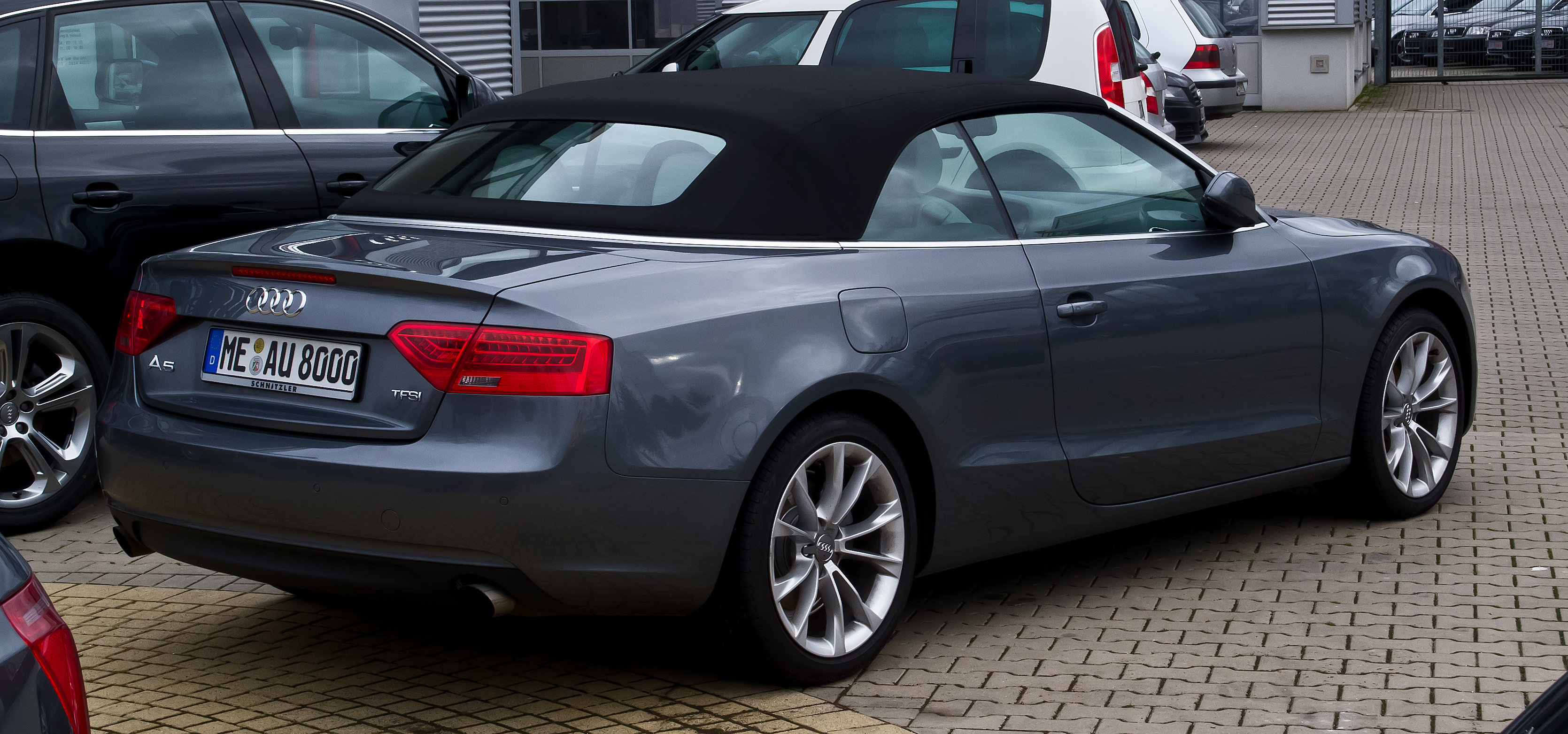
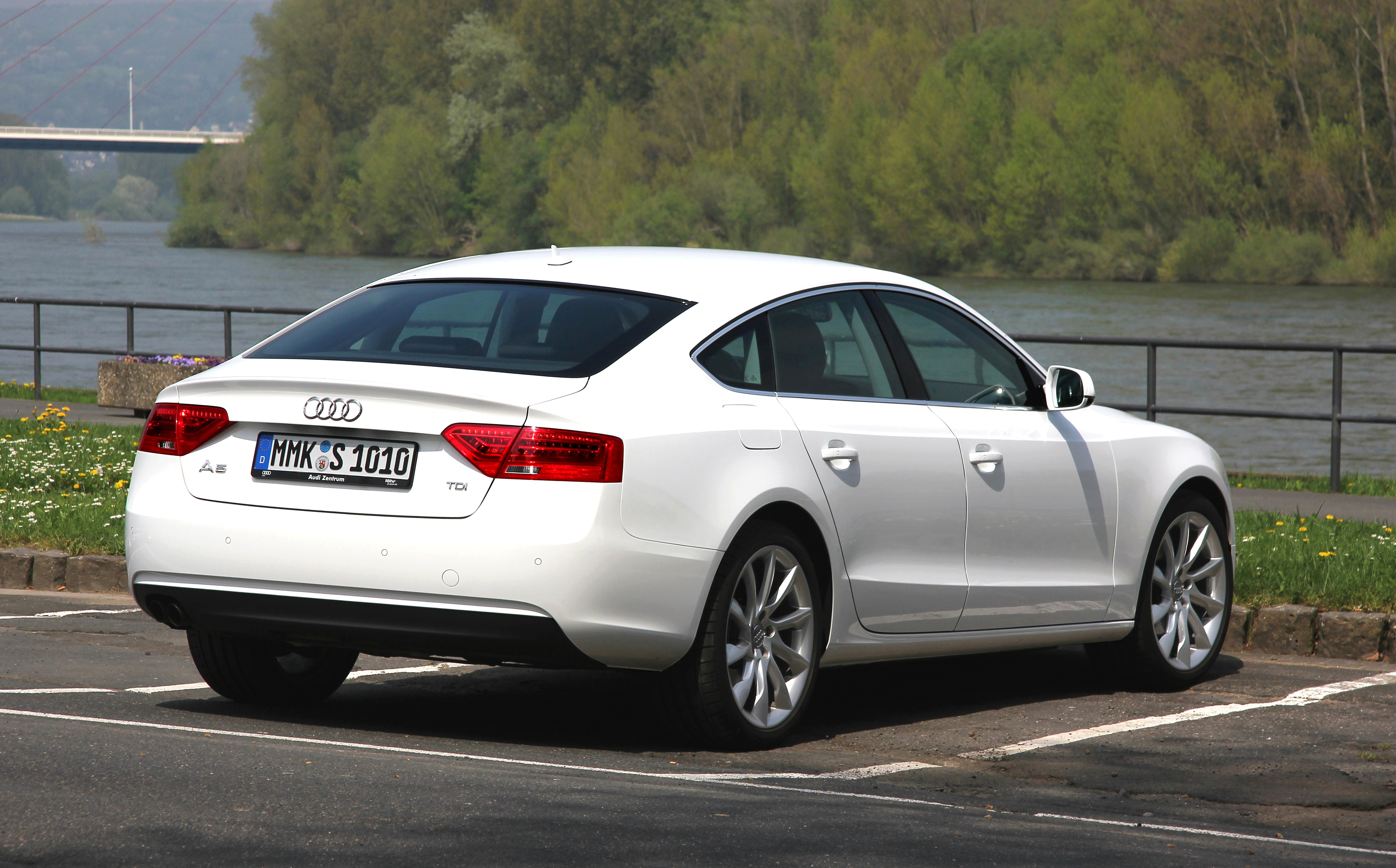